# Carl Anton Lüpke

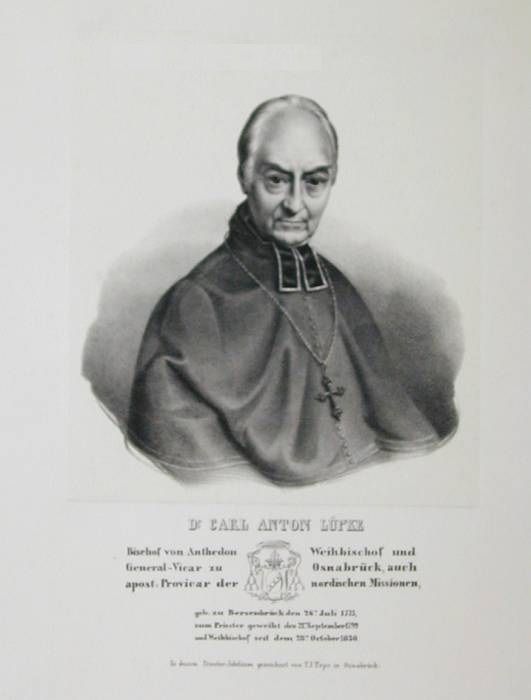
Carl Anton Lüpke

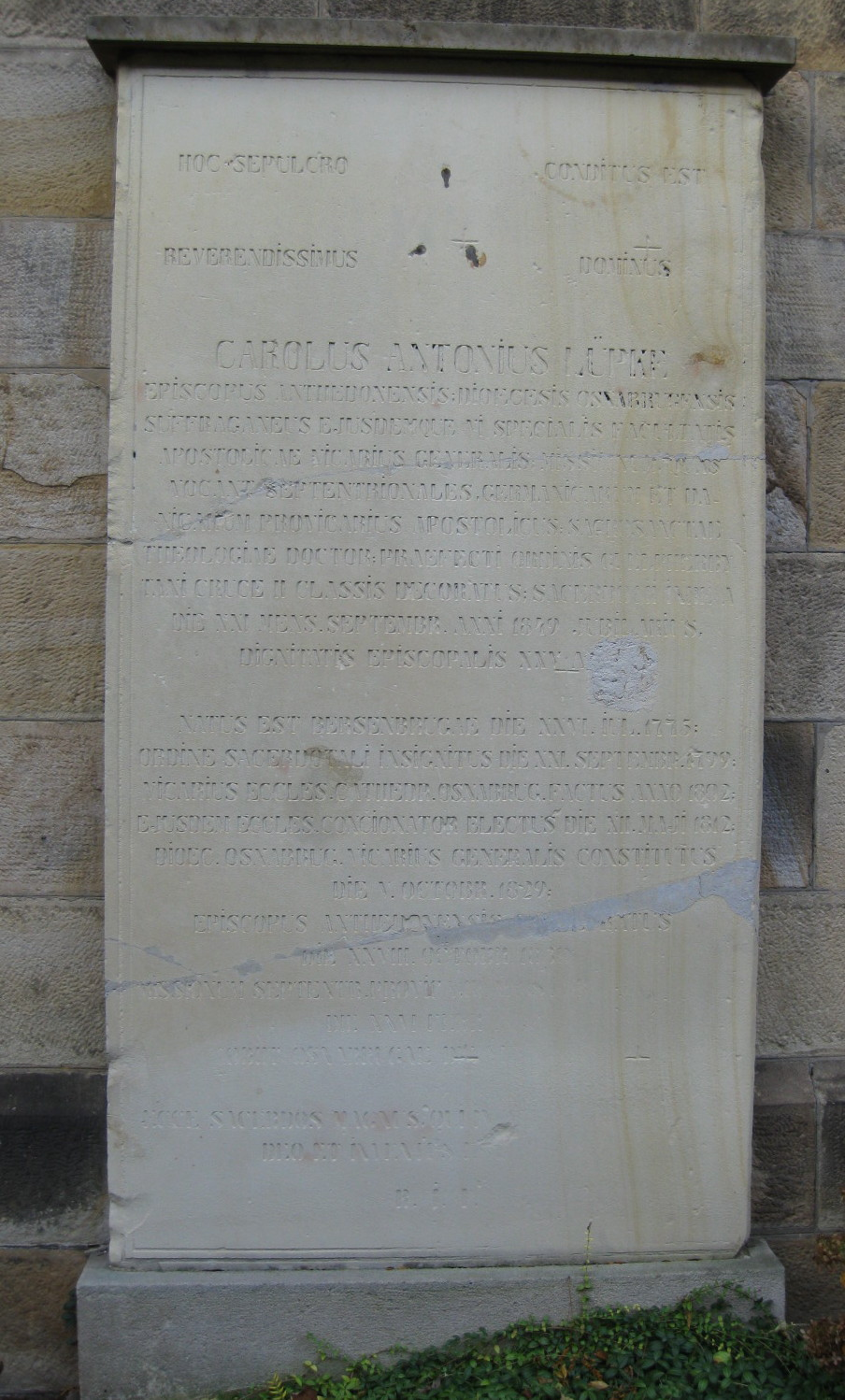
Grabstein Carl Anton Lüpkes auf dem Domherrenfriedhof des Doms St. Peter in Osnabrück

Carl Anton Joseph Lüpke (* 26. Juli 1775 in Bersenbrück; † 8. April 1855 in Osnabrück) war Weihbischof in Osnabrück. 

## Leben
Carl Anton Lüpke wurde als Sohn des Amtmanns des Klosters Bersenbrück Carl Heinrich Lüpke und dessen Ehefrau Agnes geb. Westendorff geboren.
Er wurde im Jahre 1799 im Dom St. Peter in Osnabrück zum Priester geweiht. Dort wurde er 1802 Domvikar. Im Jahre 1827 bestellte ihn der apostolische Vikar von Hildesheim und Osnabrück zu seinem Subdelegierten für das Rumpfbistum Osnabrück. Aus dieser Tätigkeit heraus wurde er 1829 Administrator und Generalvikar für die Diözese Osnabrück und war in dieser Position, gemäß den Übergangsbestimmungen der Zirkumskriptionsbulle Impensa Romanorum Pontificum, dem neu eingesetzten Bischof von Hildesheim, Godehard Joseph Osthaus, beigeordnet. Am 5. Juli 1830 wurde Lüpke zum Weihbischof von Osnabrück und Titularbischof von Anthedon ernannt. Die Bischofsweihe spendete ihm Bischof Osthaus am 30. Oktober desselben Jahres. Am 26. Februar 1841 wurde er neben seiner Tätigkeit als Weihbischof auch zum Provikar für die nordischen Missionen ernannt und unternahm in dieser Eigenschaft zwischen 1842 und 1854 Firmungs- und Visitationsreisen nach Hamburg, Lübeck und Schwerin.
In seiner Zeit als Weihbischof war Lüpke geistlicher und administrativer Leiter des Bistums, das nach der Reorganisation von 1824 noch nicht wieder über einen „vollwertigen“ Bischof verfügte (das Bistum wurde erst 1858 vollständig wiederhergestellt). Durch eine konsequente Modernisierung gelang es Lüpke und dem Weihbischof Carl Clemens Freiherr von Gruben, die strukturellen und persönlichen Voraussetzungen für die Wiederherstellung und die Erhaltung des selbständigen Bistums zu schaffen.
1836 und 1842 war Lüpke Hauptkonsekrator der Hildesheimer Bischöfe Franz Ferdinand Fritz und Jakob Joseph Wandt.
In Würdigung seiner Verdienste um die Bewegung des Mäßigkeitsvereins um die Armenpflege und als Mitstifter der Armenanstalt verliehen Magistrat und Bürgervorsteherkolleg der Stadt Osnabrück Carl Anton Lüpke das Ehrenbürgerrecht.
Carl Anton Lüpke verstarb im Alter von 79 Jahren am 8. April 1855 in Osnabrück und wurde dort beigesetzt. Seine Grabplatte befindet sich auf dem Domherrenfriedhof im Innenhof des Kreuzgangs des Osnabrücker Doms.